# Anita Garibaldi (film)
Anita Garibaldi è un cortometraggio muto del 1910 prodotto dalla Società Italiana Cines e diretto da Mario Caserini.

## Trama
Mentre combatte per la libertà nell'America del Sud, Giuseppe Garibaldi incontra casualmente Anita Ribeiro, se ne innamora e chiede la sua mano. Avendo poi notizia dei moti rivoluzionari in Italia, torna nella sua patria con Anita, sbarcando a Nizza.
A Roma, i triumviri della Repubblica Romana affidano a Garibaldi la difesa dell'Urbe, che egli accetta di buon grado, ma per quanto si batta valorosamente, affiancato dalla moglie, deve fuggire di fronte all'inarrestabile avanzata del nemico. A San Marino seppellisce i cannoni che aveva portato con sé e a si dirige verso Venezia per dare il suo contributo alla Repubblica di San Marco.
A Cesenatico s'imbarca ma deve poi tornare a terra poiché i nemici sono sulle sue tracce; si nasconde nelle Valli di Comacchio, con Anita che inizia a star male e rallenta la fuga. In una capanna della fattoria Guiccioli passa i suoi ultimi momenti prima di morire di fatica e di stenti.

## Produzione

### Riprese
Tra i luoghi delle riprese in esterni è chiaramente riconoscibile il Ponte Nomentano.

## Distribuzione
Il film uscì nelle sale nel mese di settembre del 1910.
L'opera è stata resa disponibile dal 2003 come extra del DVD del film 1860 di Alessandro Blasetti, edito dalla Ripley's Home Video, dopo che una sua copia su pellicola, che l'amministrazione provinciale di Ravenna aveva acquistato da un collezionista privato, è stata restaurata su incarico della Cineteca di Bologna.